# Коктобе (телебашня)
Телебашня «Коктобе́» (каз. "Көктөбе" теледидар мұнарасы, прежнее наименование — «Телевизионная башня») — телевизионная и радиовещательная башня, расположенная в городе Алматы на склонах горы Коктобе.

## История
Телевизионная башня (комплекс радиотелевизио́нной передаю́щей ста́нции) расположена на склонах горы Коктобе на высоте 1000 метров над уровнем моря. Высота башни 371 метр. Строительство велось с 1975 по 1983 годы. Введена в эксплуатацию 1 июня 1984 года. 
Башня является 2-м по высоте свободно стоящим сооружением Казахстана и 41-м — мира (в момент ввода в эксплуатацию — 9-е в мире), а также 14-й по высоте телебашней в мире (в момент ввода в эксплуатацию — 4-я в мире).
Высота башни: 371,5 м.
Высота мачты для антенн: 114 м.
Вес сооружения: 7 тысяч тонн.
Сейсмоустойчивость: 10 баллов.

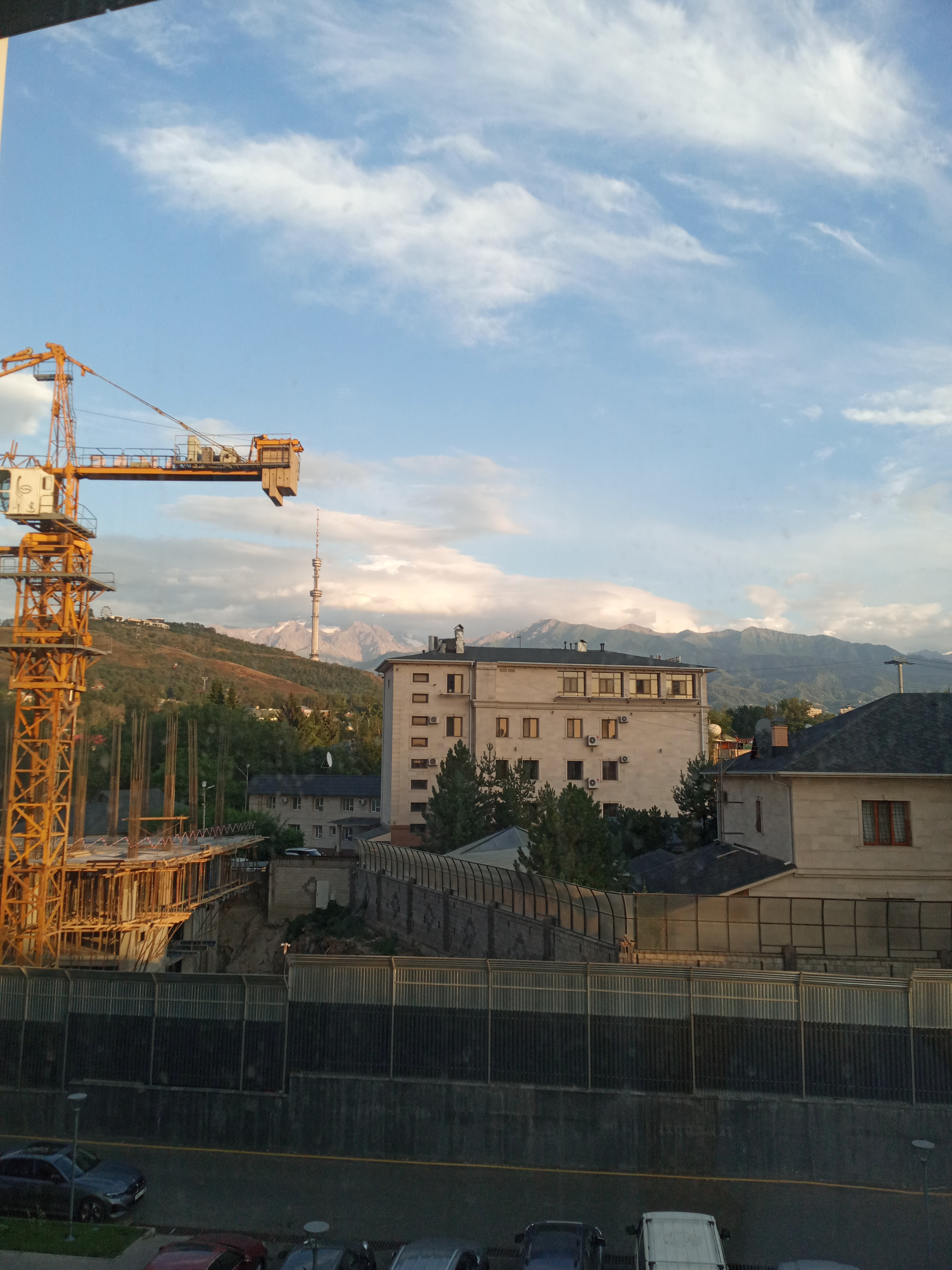
Обширная панорама Коктобе с улицы Камала Кармыса в Алма-Ате

На северо-западной стене технического здания башни, в честь запуска космического корабля «Союз Т-12», установлена одна из самых масштабных мозаик в городе, длиной 20 метров и высотой 8. Авторы мозаики неизвестны. Изображение мозаики — спутники и космонавты.
В башне находятся несколько туннелей, ведущих к бомбоубежищу.

### Проектирование

Телебашня в 2008 году
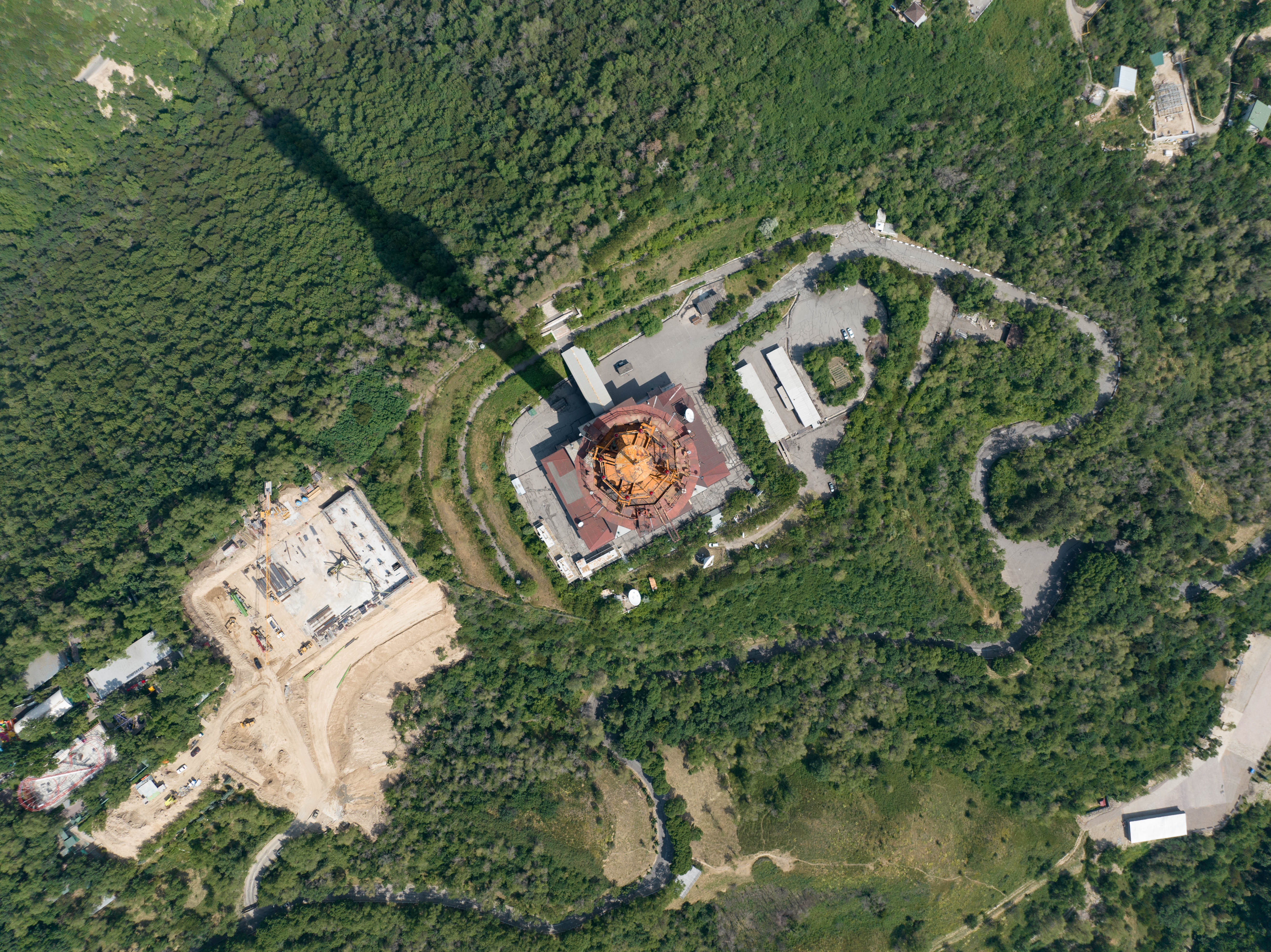
Вид на телебашню сверху вниз
Помещение ресторана
Технические помещения
Антенна

Башня спроектирована архитекторами Терзиевым, Савченко, Акимовым. Проект стадии КМ был разработан в отделе высотных сооружений ЦНИИПСК им. Мельникова под руководством Б. В. Остроумова, при участии «Фундаментпроект» (Москва) и казахстанского филиала «ЦНИИпроектстальконструкции».
Конструкции башни изготовлены и смонтированы трестами Казмонтажстройдеталь и Казстальмонтаж Минмонтажспецстроя КазССР.
Основанием башни служит железобетонный фундамент в виде трёхэтажного секционного подвала. Глубина залегания фундамента — 40 метров. Башня состоит из «ствола» и антенной этажерки высотой 124 метра. Ствол башни представляет собой металлический ступенчатый шестнадцатигранник, облицованный панелями профилированного алюминия. Диаметр — 18,5 м в основании, 13 м и 9 м — в местах расположения служб технического обслуживания и смотровых площадок на высотах 146 м и 252 м. В стволе башни размещены два лифта грузоподъемностью по 1000 кг каждый.
В антенной этажерке установлен ручной подъёмник грузоподъемностью 250 кг.
На втором этаже здания для уменьшения амплитуд резонансных колебаний башни установлены четыре разработанных в ЦНИИПСК им. Мельникова двухмассовых динамических гасителя колебаний массой по 10 тонн каждый.

## Памятник архитектуры
«Телевизионная башня Коктобе» является государственным Памятником градостроительства и архитектуры.

## Режимный объект
Радиотелепередающая станция (РТС) «Кок-Тобе» является режимным стратегическим объектом республиканского значения, обеспечивает население Казахстана приёмом программ теле- и радиовещания по эфирным и спутниковым сетям. Также на РТС расположено оборудование силовых структур.

## Перестрелка
Во время январских протестов 2022 года в Казахстане у башни произошла перестрелка между силовыми структурами, которые приняли друг друга за террористов, конфликт произошёл 6 января между Пограничной службой КНБ и спецподразделениями полиции.

## Подсветка
Исторически здание подсвечивалось заливающим светом натриевых прожекторов, в 2015 году демонтирована.
В мае 2016 года установлена светодиодная точечная подсветка телебашни за счет бюджета.
В августе 2024 года за счет городского бюджета и совместно со специалистами из России установлена светодиодная точечная подсветка телебашни и медиафасад за 1,2 миллиарда тенге.

Вид на башню Коктобе ночью
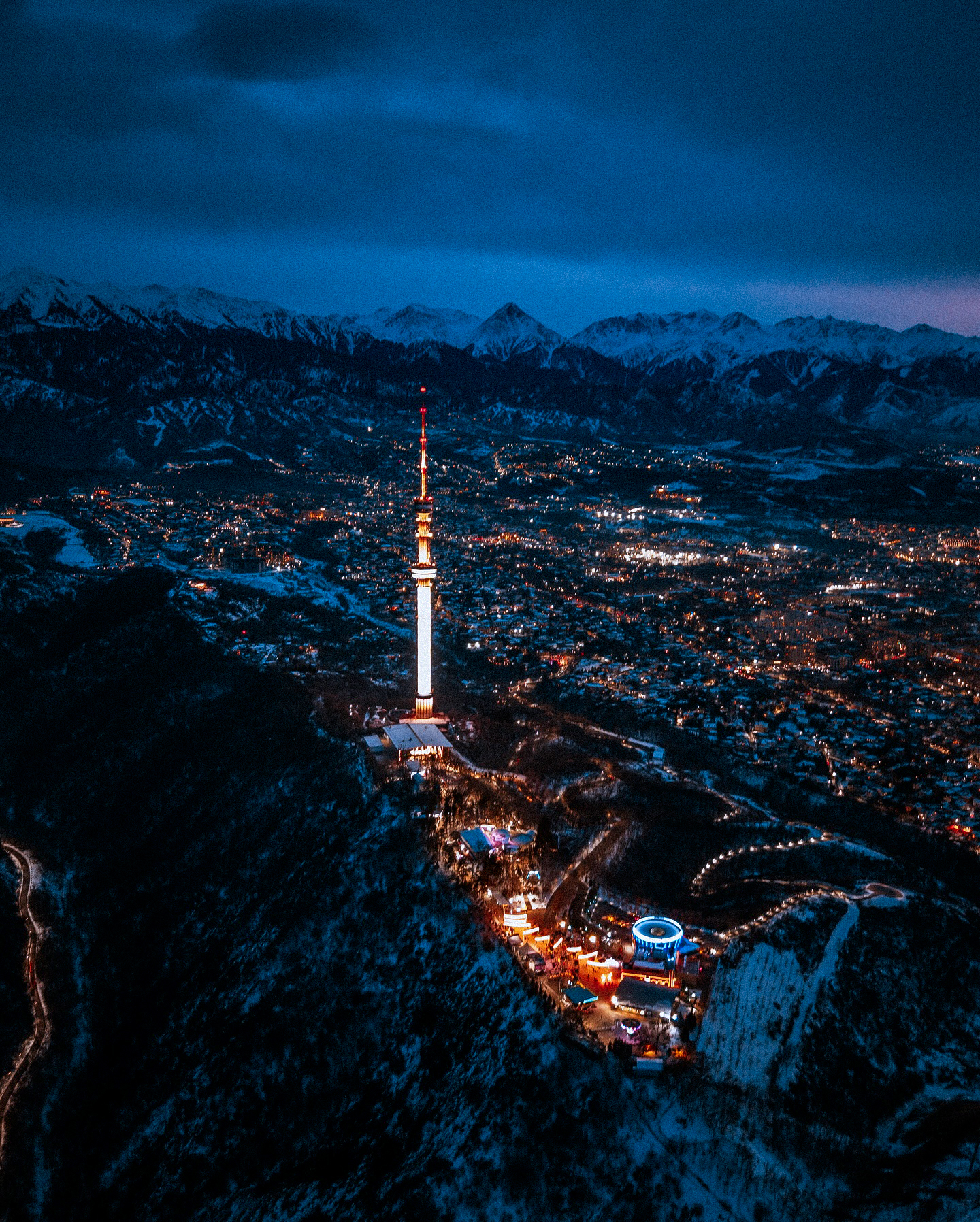
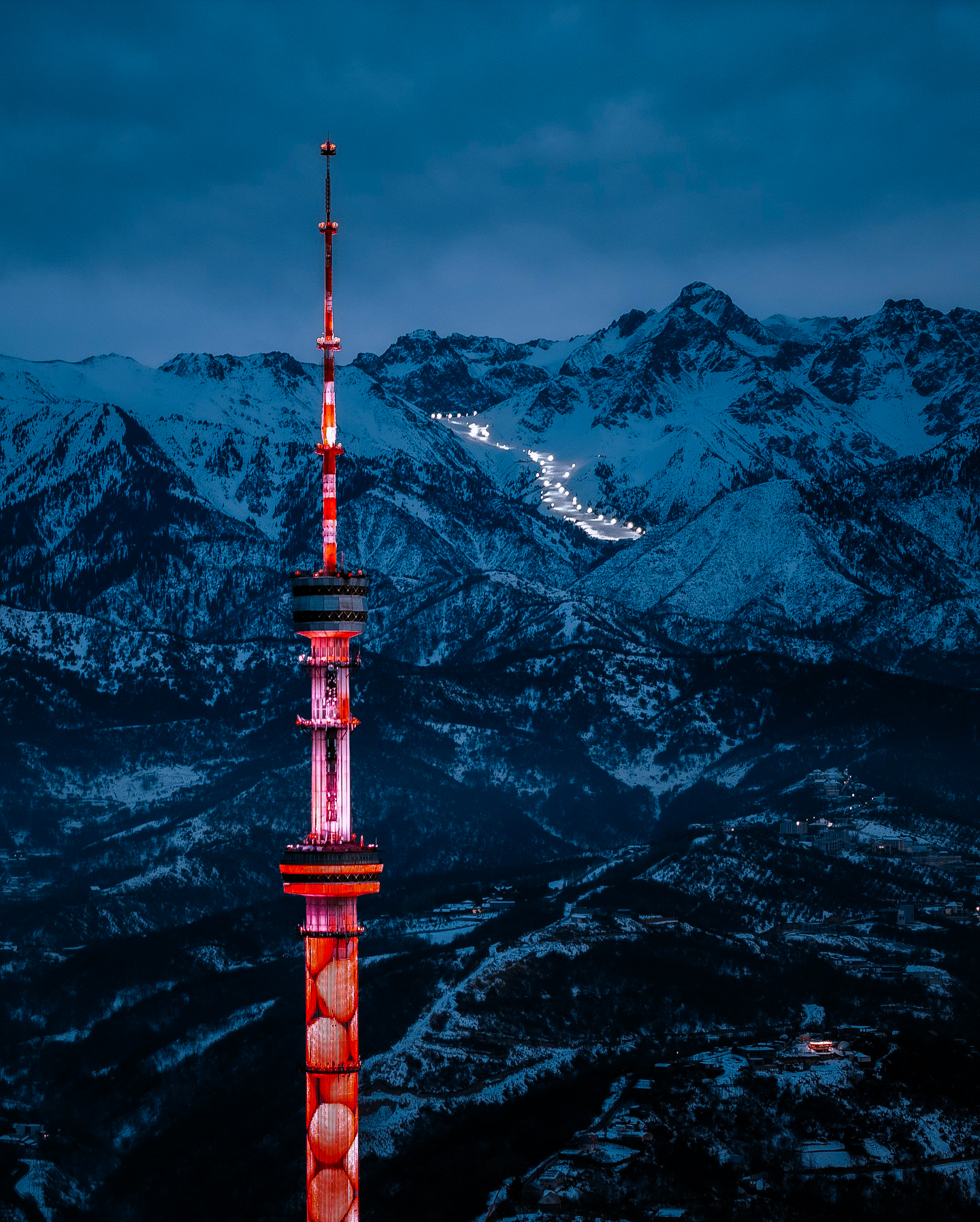